# Eskovina
Eskovina Koçak & Kemal, 2006 è un genere di ragni appartenente alla famiglia Linyphiidae.

## Etimologia
Il nome del genere è in onore dell'aracnologo russo Kirill Eskov (1956 - ), con aggiunto il suffisso "-ina".

## Distribuzione
L'unica specie oggi attribuita a questo genere è stata reperita in varie località della Russia asiatica, della Cina e della Corea.

## Tassonomia
Questo genere è stato ridenominato in quanto il nome precedente, Oinia Eskov, 1984, era già occupato da Oinia Hedqvist, 1978, genere di imenotteri calcidoidei
A dicembre 2011, si compone di una specie:
- Eskovina clava (Zhu & Wen, 1980)[3] — Russia, Cina, Corea

### Sinonimi
- Eskovina trilineata Eskov, 1984; questi esemplari, a seguito di un lavoro dello stesso Eskov del 1992 e nell'ambito dell'ex-genere Oinia, sono stati posti in sinonimia con E. clava (Zhu & Wen, 1980)[1].

### Specie trasferite
- Eskovina griseolineata (Schenkel, 1936); trasferita al genere Gongylidioides Oi, 1960[1].